# یوزف کاووژا
یوزف کاووژا (لهستانی: Józef Kałuża; ۱۱ فوریهٔ ۱۸۹۶ – ۱۱ اکتبر ۱۹۴۴) بازیکن و مربی فوتبال اهل لهستان بود.
وی همچنین در تیم ملی فوتبال لهستان بازی کرده‌است.